# Гонка Формулы-E в Сантьяго
Гонка Формулы-Е в Сантьяго — это один из этапов соревнований среди одноместных электрических болидов чемпионата Формулы-E, который проводится в городе Сантьяго, Чили. Впервые этап был проведён в сезоне 2017—18.

## Трасса
В первый раз гонка проходила на Городской Трассе Сантьяго. В основном, эта трасса была проложена через парк Форесталь, однако также позволяла пилотам и болельщикам увидеть такие достопримечательности чилийской столицы как Плаза Бакведано, Центр Культуры Габриэлы Мистраль, а также реку Мапочо.
Во второй раз было решено перенести соревнование внутрь парка О’Хиггинс, который является вторым по величине в городе, а также проводит и другие крупные мероприятия, такие как Lollapalooza Chile. Этот перенос был обусловлен логистическими сложностями, с которыми столкнулись организаторы при проведении первой гонки.
В третий раз гонка вновь прошла в парке О’Хиггинс, но организаторы изменили изначальную конфигурацию трассы: перенесли пит-лейн, изменили первый поворот и последний зигзагообразный сектор, а также убрали узкую шикану на изогнутой прямой. Это было сделано, чтобы уменьшить количество аварий во время гонки.

## Победители гонки Формулы-Е в Сантьяго
| Сезон   | № | Пилот              | Команда                   | Трасса                    | Отчёт |
| ------- | - | ------------------ | ------------------------- | ------------------------- | ----- |
| 2019—20 | 3 | Максимилиан Гюнтер | BMW i Andretti Motorsport | Парке О’Хиггинс           | Отчёт |
| 2018—19 | 2 | Сэм Бёрд           | Envision Virgin Racing    | Парке О’Хиггинс           | Отчёт |
| 2017—18 | 1 | Жан-Эрик Вернь     | Techeetah                 | Городская трасса Сантьяго | Отчёт |

## Галерея

Городская трасса Сантьяго
Парке О'Хиггинс в сезоне 2018/19
Измененная конфигурация Парке О'Хиггинс в сезоне 2019/20